# 祖比夫卡 (米爾哥羅德區)
50°0′55″N 33°41′47″E / 50.01528°N 33.69639°E

祖比夫卡（烏克蘭語：Зубівка），是烏克蘭的村落，位於該國中部波爾塔瓦州，由米爾哥羅德區負責管轄，處於普肖爾河左岸，分別距離比利基1公里和霍穆捷齊3.5公里，海拔高度98米，2001年人口1,057。